# Tizza Oul
Tizza Oul es una película del año 2006.

## Sinopsis
Hace siete años, cuando la mayoría de los hombres murieron en el mar, la vida se detuvo en Tafdnar, un pueblecito de pescadores cerca de Agadir. Desde aquel día, un pesado sopor se ha abatido sobre el pueblo. Las mujeres perdieron a sus maridos, hermanos e hijos. No se han recuperado, han sucumbido a una dulce locura que las carcome. Entre los pocos hombres que quedan, está el jefe del pueblo Amghar, un conocido alcohólico que intenta, a pesar de todo, preservar un semblante de vida en el pueblo. Y el joven Daoud, que sueña con salir a pescar al mar.